# 德國—斯洛文尼亞關係
德國－斯洛文尼亞關係是指斯洛文尼亞和德意志聯邦共和國的外交關係。雙方於1992年1月15日建交，德國於斯洛文尼亞首都盧布爾雅那派駐大使，而斯洛文尼亞亦於柏林派駐大使，於慕尼黑設置總領事館。兩國都同樣是北約組織及歐盟的成員國家。有超過50,000斯洛文尼亞人於德國境內生活。德國和斯洛文尼亞關係素來友好而和諧，因為德國曾大力支援斯洛文尼亞實現自主，脫離南斯拉夫；同時提供廣泛的顧問計劃和支援方案以協助斯洛文尼亞渡向市場經濟，以及實現民主化。德國亦都在斯洛文尼亞加入歐盟及北約組織時，亦都表態支持。德國亦都促進兩國之間的貿易往來。